# Stethacanthidae
 (décembre 2015).
Si vous disposez d'ouvrages ou d'articles de référence ou si vous connaissez des sites web de qualité traitant du thème abordé ici, merci de compléter l'article en donnant les références utiles à sa vérifiabilité et en les liant à la section « Notes et références ».
Famille
Les Stethacanthidae forment une famille éteinte d'holocéphales. Ils ont vécu du Dévonien supérieur jusqu'au Carbonifère.

## Description
On les reconnaît très bien grâce aux « enclumes » que les mâles portent sur leur dos.

## Liste des genres
Selon Paleobiology Database (20 mars 2019) :
- genre Akmonistion
- genre Bethacanthus
- genre Cobelodus
- genre Danaea
- genre Gutturensis
- genre Orestiacanthus
- genre Petrodus
- Physonemus chesterensis
- Physonemus parvulus
- genre Stethacanthulus
- genre Stethacanthus
- genre Symmorium